# Église Saint-Laurent de Champagney (Haute-Saône)
Pour les articles homonymes, voir Église Saint-Laurent.
L'église Saint-Laurent est une église catholique située à Champagney, en Haute-Saône. Elle est l'une des neuf plus anciennes églises du département. L'extérieur se caractérise par une couleur rose dû l’utilisation de grès vosgien et par un clocher comtois aux motifs jaune, orange et rouge ; surmonté d'un carillon. Elle abrite un élément mobilier classé à la base Palissy.

## Localisation
L'église est construite sur la commune française de Champagney dans l'est du département de la Haute-Saône, en région de Bourgogne-Franche-Comté.
Elle est le chef-lieu de la paroisse du Pays de Champagney, faisant partie du doyenné de Lure, qui dépend de l'Archidiocèse de Besançon.

## Histoire
L'église de Champagney est l'une des neuf plus anciennes églises du département de la Haute-Saône. Elle est reconstruite entre 1785 et 1788 et de style baroque comtois. Placée sous le patronage de saint Laurent, martyr, elle reçoit la visite du roi Louis XIV le 21 juin 1683. Elle est restaurée par le service des monuments historiques en 1977.

## Architecture et mobilier

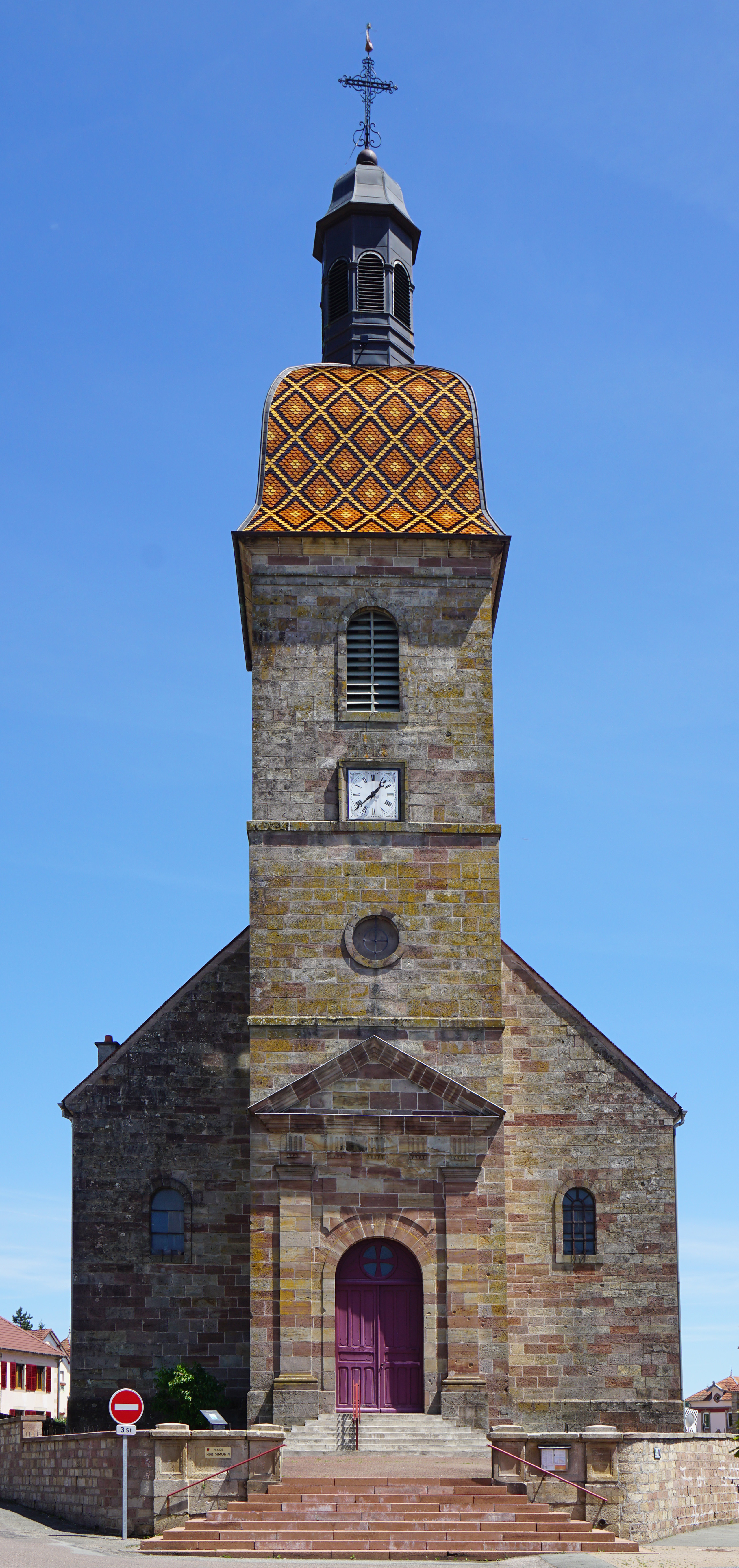
Façade.

À gauche, sous le porche, se trouve une plaque rappelant la visite du Roi-Soleil. L'inscription latine dit : « Le roi Louis XIV a passé à Champagney la nuit du 21 juin 1683 avec la reine. Celle-ci a donné 30 pièces d'or à cette église afin qu'avec cet argent une lampe brûle perpétuellement dans le sanctuaire. Cette pierre a été placée par ordre du roi. ».
La nef est supportée par des colonnes de grès vosgien. Au fond se trouve l'autel du XVIIIe siècle, la chaire et des stalles de même époque qui sont classées à titre objet des monuments historiques. Sur la chaire se trouvent les emblèmes des quatre évangélistes et sur les stalles, emblèmes de l'ancien et du nouveau testament et objets du culte alternant avec des épis (le pain) et des raisins (le vin). Deux reliquaires du XVIIIe siècle se situent au fond du chœur. L'autel de la Vierge du XVIIIe siècle et des sculptures sur bois coloriées début XIXe siècle sont installés dans la partie nord de la nef.
Au sud-est de la nef se trouvent les fonts baptismaux, des tableaux du XVIIIe siècle et la pierre tombale de Jean-Baptiste Priqueler (1696-1752) qui est le père de Jacques-Antoine Priqueler (1753-1802) et qui se trouve à l'origine du Vœu exprimé le 19 mars 1789 par les habitants de Champagney en faveur de l'abolition de l'esclavage. L'autel de Sainte-Barbe (XVIIIe siècle / XIXe siècle) comporte une statue de saint Laurent. Le côté de l'église est agrémenté par une statue en pierre coloriée représentant sainte Barbe, patronne des mineurs du bassin minier. Cette statue du XVIe siècle semble être rattachée à l'école de Troyes. L'édifice est surmonté d'un clocher de style comtois abritant un carillon de 35 cloches (31 fixes et quatre de volées). Ce carillon est restauré au début du XXIe siècle.

L'église Saint-Laurent.
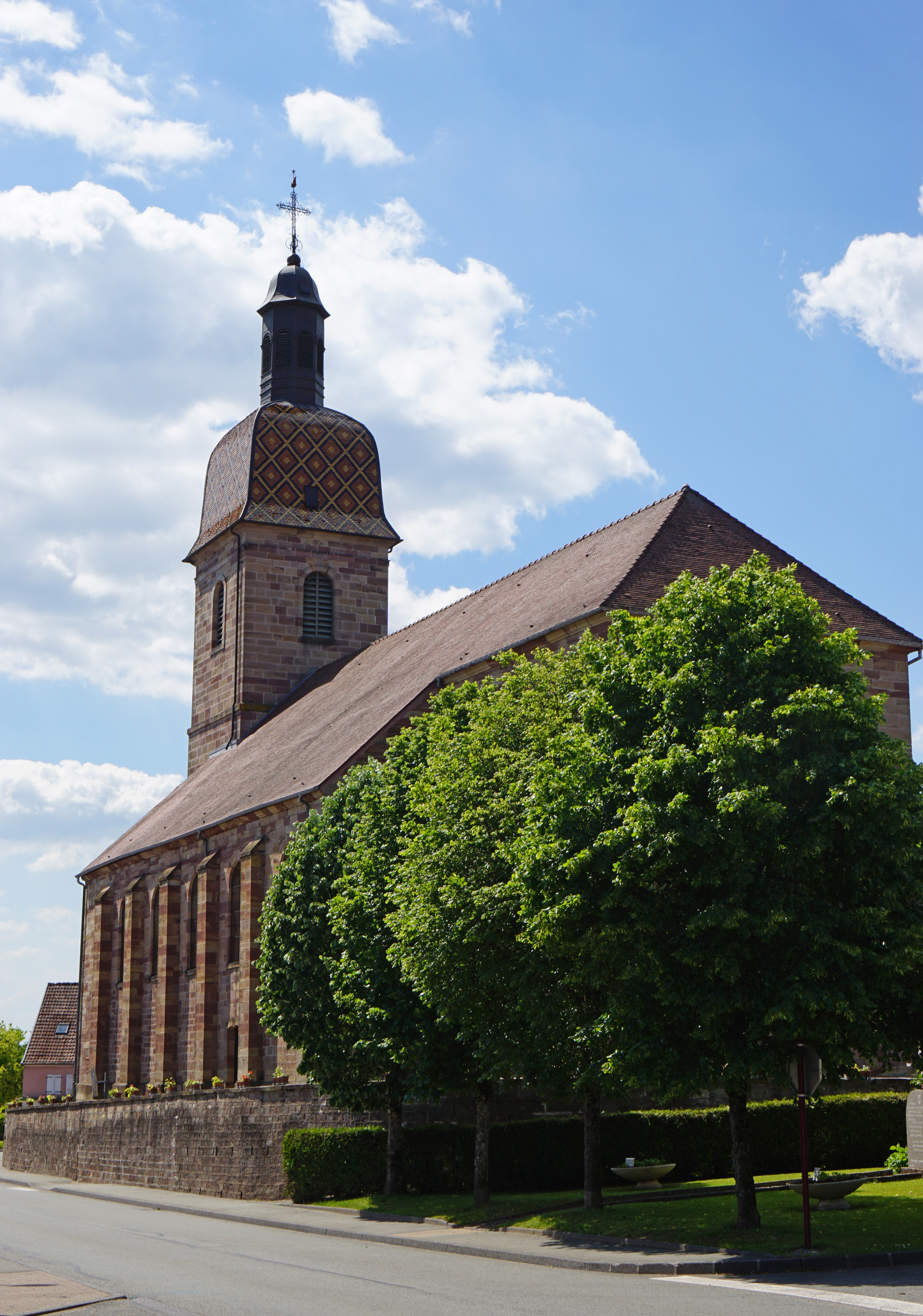
Arrière.
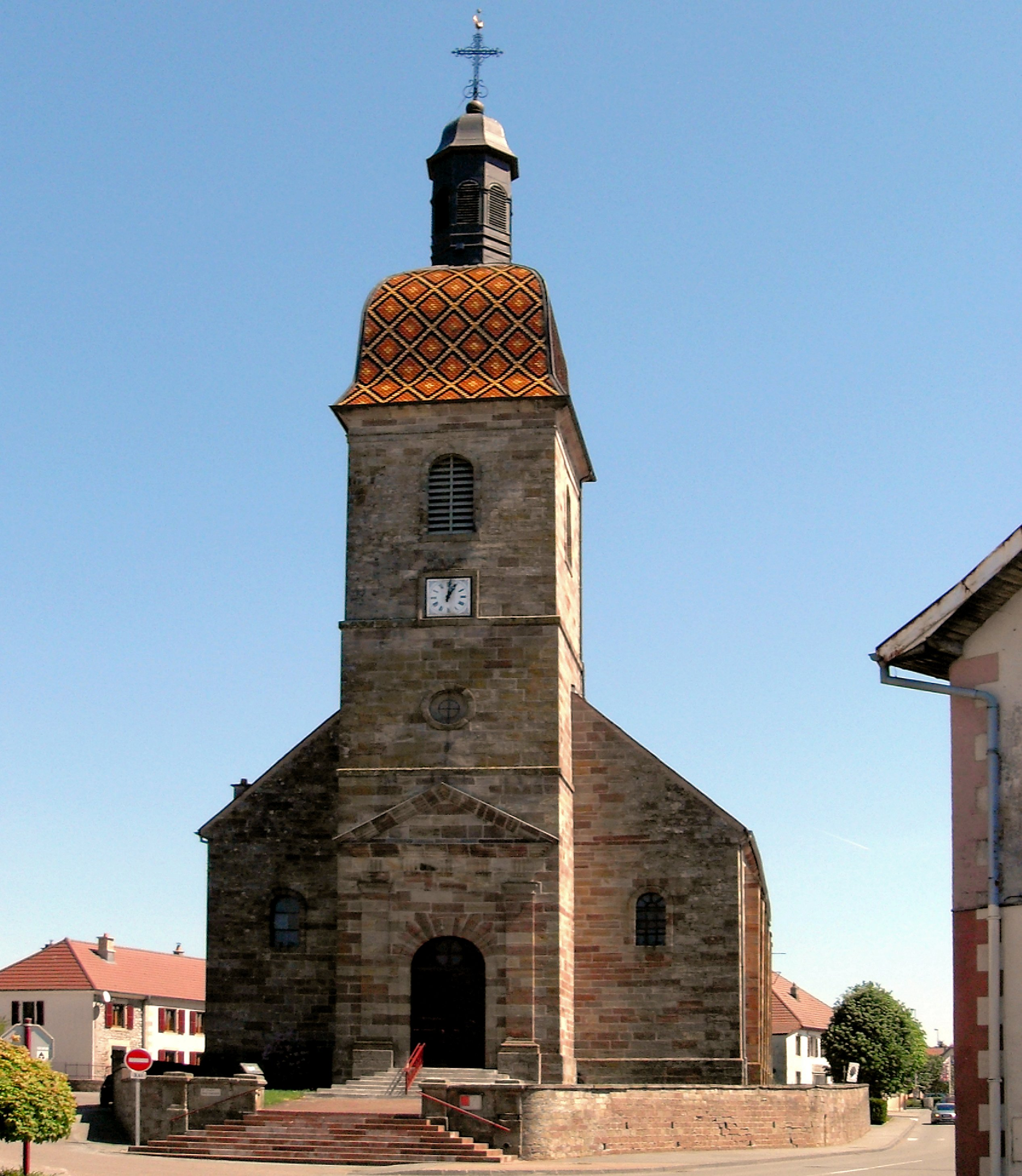
Avant.
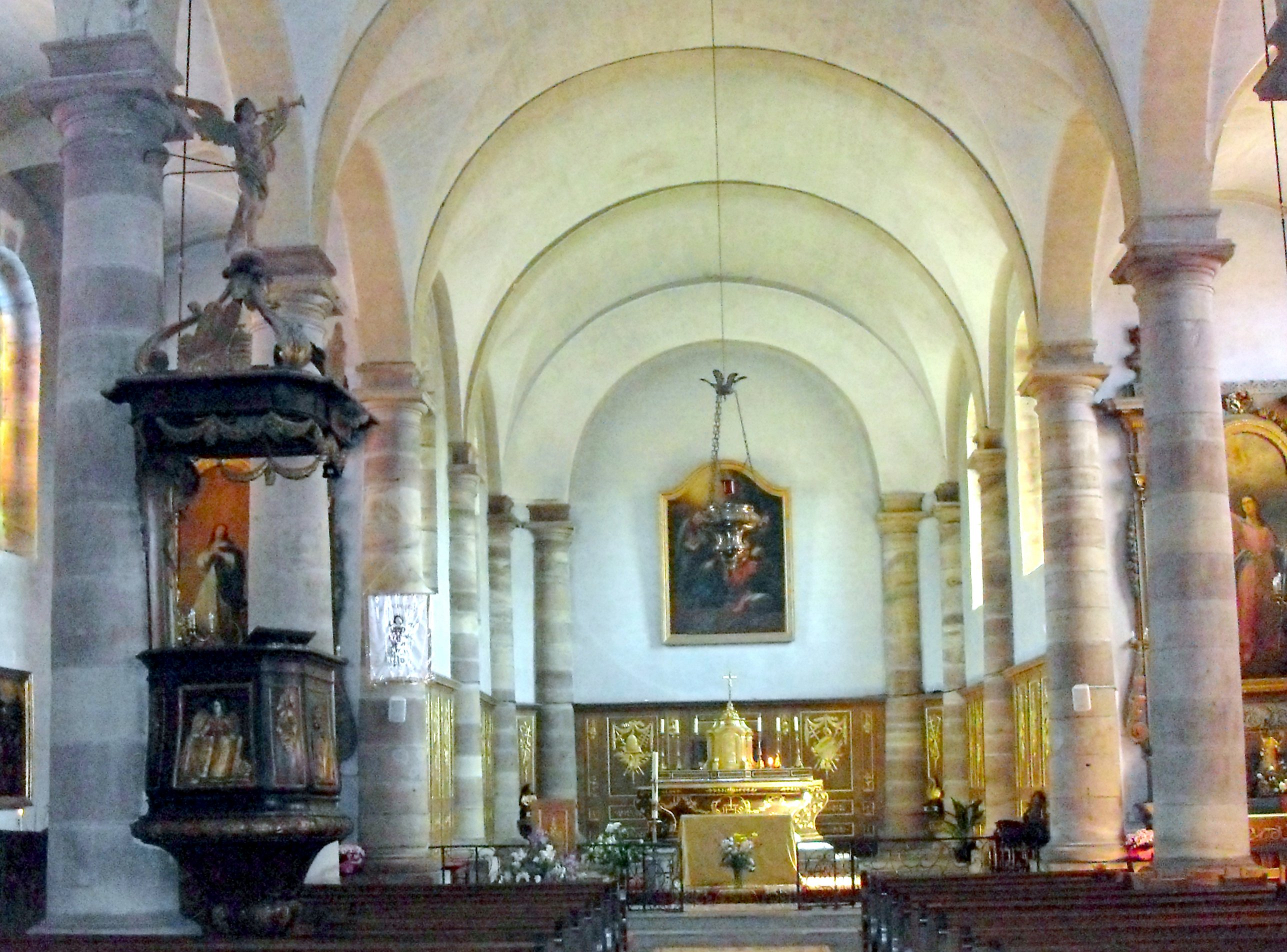
Intérieur.